# Cais da Madalena do Pico

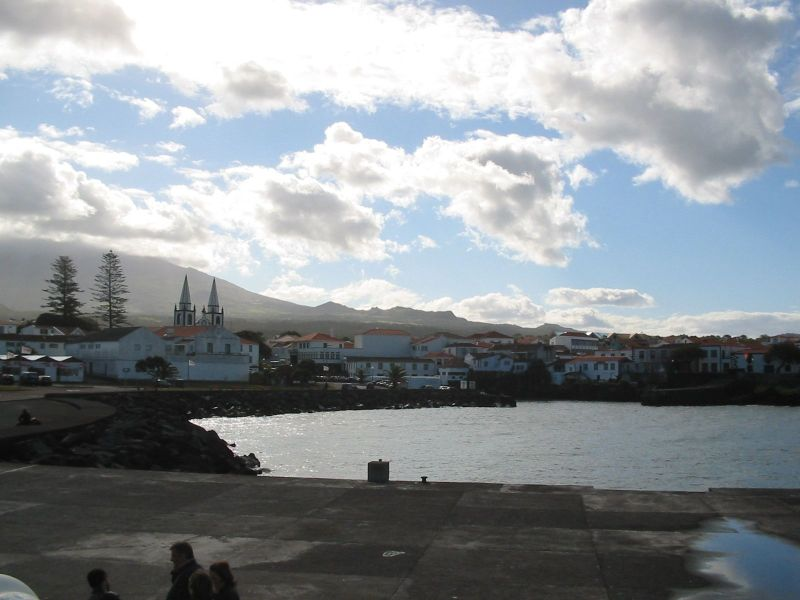
Cais da Madalena do Pico, ilha do Pico

O Cais da Madalena do Pico localiza-se na freguesia e concelho da Madalena do Pico, na ilha do Pico, nos Açores.
Esta instalação portuária é usada para a ligação inter-ilhas e para fins piscatórios e de recreio.